# Comic im Vereinigten Königreich
Comics haben im Vereinigten Königreich eine lange Tradition. Einige Comic-Historiker halten Großbritannien sogar für das Ursprungsland der Comics.

## Entwicklung bis 1940
Einige der bedeutendsten Vorläufer des Comic-Mediums entstanden in England, beispielsweise der Teppich von Bayeux aus dem 11. Jahrhundert und die druckgrafischen Folgen von William Hogarth aus dem 18. Jahrhundert. Im 19. Jahrhundert wurden illustrierte humoristische Wochenzeitungen (comic papers) populär, wie Ally Sloper’s Half Holiday (Dalziel, 1884), die nach Ansicht einiger Experten den ersten Comicstrip überhaupt enthielt.
Bis ins 20. Jahrhundert hinein vollzog sich die Entwicklung des britischen Comics zunächst ausschließlich in derartigen Wochenzeitschriften. Aus dieser Tradition entstanden Comicserien wie Weary Willie and Tired Tim von Tom Browne (in Illustrated Chips, Harmsworth, 1896) und Tiger Tim von Julius Stafford Baker (in The Rainbow, Amalgamated Press, 1914).
Erst in der Zwischenkriegszeit erschienen auch in regulären Tageszeitungen britische Comicstrips, so z. B. Pip, Squeak and Wilfred von A. B. Payne (im Daily Mirror, 1919), Rupert the Bear von Mary Tourtel (im Daily Express, 1920) und Jane von Norman Pett (im Daily Mirror, 1932). Auch die klassischen US-amerikanischen Zeitungsstrips wie Happy Hooligan oder The Katzenjammer Kids wurden in den comic papers, Tageszeitungen und Sammelbänden nachgedruckt. Außerdem brachte der schottische Verlag D. C. Thompson zwei wöchentlich erscheinende Comichefte für Kinder auf den Markt, The Dandy (1937) und The Beano (1938), die bis heute erscheinen und in Großbritannien zu den beliebtesten Comics überhaupt gehören.

## Entwicklung nach 1940
Während und unmittelbar nach dem Zweiten Weltkrieg, als die US-amerikanischen Comics auf dem Höhepunkt ihres Erfolgs waren, war ihre Einfuhr nach Großbritannien zunächst verboten und später durch Importregulierungen faktisch unmöglich gemacht. Einheimische Comics schlossen diese Lücke, so z. B. die wöchentliche Abenteuercomic-Anthologie Eagle (Hulton Press, 1950), die Auflagenhöhen von fast einer Million Exemplaren pro Ausgabe erreichte, oder der Zeitungsstrip Andy Capp von Reg Smythe (1957), einer der wenigen im Ausland erfolgreichen britischen Comics. Ab 1959 wurden US-Comics wieder offiziell ins Vereinigte Königreich exportiert. Im Lauf der Jahrzehnte wurden sie dort immer erfolgreicher, so dass sie heute, zusammen mit den einheimischen Comics, zu den populärsten gehören. Frankobelgische Comics dagegen waren in Großbritannien nie besonders erfolgreich.
Auch US-amerikanische Underground Comix wurden in den 70er Jahren in britischen Heften wie Nasty Tales (1971) oder Cozmic Comics (1972) zusammen mit britischen Comix nachgedruckt. Von diesen beeinflusst erscheint seit 1977 die wöchentliche Anthologie 2000 AD (IPC Magazines, heute Rebellion), die vor allem auf Science-Fiction-Comics ausgerichtet ist. 2000 AD entwickelte sich zur bedeutendsten Talentschmiede für britische Comicautoren, und wurde für viele zum Sprungbrett zur US-amerikanischen Comic-Industrie. So fingen in den 80er Jahren viele britische Comicautoren an, für US-Comicverlage zu arbeiten, dass man von einer British Invasion sprach.
Daher wurden viele bedeutende Comics britischer Autoren zuerst in den USA veröffentlicht, z. B. Watchmen von Alan Moore und Dave Gibbons (DC Comics, 1986), oder Arkham Asylum: A Serious House on Serious Earth von Grant Morrison und Dave McKean (DC Comics, 1989).
Im Bereich der Comichefte ist noch das satirische, annähernd monatlich erscheinende Viz (Selbstverlag (heute Dennis Publishing), 1979) erwähnenswert, von dem sich in den 90er Jahren Auflagen im Millionenbereich verkauften. Bei den Comics in britischen Zeitungen überwiegen heute zahlenmäßig einheimische Strips (z. B. If… von Steve Bell (in The Guardian, 1982) oder Alex von Russell Taylor und Charles Peattie (im Daily Telegraph, 1987)) gegenüber US-amerikanischen wie Garfield (in der Daily Mail) oder Hägar (in The Sun). Die japanischen Manga wurden in Großbritannien erst einige Jahre später als beispielsweise in Deutschland populär, und sind noch nicht so erfolgreich, werden aber immer beliebter.
Die Millennium Dome Show wurde vom 1. Januar 2000 bis zum 31. Dezember 2000 999-mal im Millennium Dome in London aufgeführt. Die Story basierte auf dem Comic The Story of OVO des englischen Musikers Peter Gabriel, das in einem CD-Booklet-Format als Beilage zu der CD-Edition OVO The Millennium Show des Soundtrack-Albums OVO veröffentlicht wurde.

## Comic-Kultur
- In Großbritannien erschien von 1990 bis 2010 ein monatliches professionelles Comicmagazin, Comics International, das vorrangig auf US-amerikanische Comics ausgerichtet war.
- Die größte britische Comic-Convention war die seit 2004 jährlich in Bristol stattfindende Comic Expo, auf der die Eagle Awards, die bedeutendsten britischen Auszeichnungen auf dem Gebiet der Comics, verliehen wurden. Auch bei dieser Veranstaltung standen US-amerikanische Comics im Mittelpunkt. Mittlerweile ist MCM London Comic Con die bedeutendste britische Convention.
- Comicläden sind in allen größeren britischen Städten vorhanden und zeichnen sich im Vergleich zu deutschen dadurch aus, dass das Angebot an US-amerikanischen Comics deutlich größer ist als das an europäischen.
- Mit Comics Unmasked: Art and Anarchy in the UK zeigt die British Library derzeit die bislang größte Comic-Ausstellung im Vereinigten Königreich.[13]